# 高山倫明
高山 倫明（たかやま みちあき、1955年 - ）は、日本の言語学者。九州大学名誉教授。専門は日本語学。

## 経歴
福岡県宮田町（現・宮若市）生まれ。1980年金沢大学法文学部卒業。1985年九州大学大学院文学研究科博士課程満期退学。島根大学法文学部講師・同助教授、北京大学東方語言文学系講師、名古屋大学文学部助教授を経て、1993年九州大学文学部助教授。2007年同人文科学研究院教授。2006年「日本語音韻史の方法」で九大文学博士。2012-14年文学部長・人文科学府長・人文科学研究院長。

## 研究
九州大学の大学院生であったころ、「日本書紀」の音仮名表記について原音声調から観た表記論を著す。その研究は、「記紀」の書かれた奈良時代の音韻について発見をもたらした。その後日本語音韻史を研究。現在の研究活動としては、万葉仮名文献や中国資料等の漢字資料による日本語史研究、特にアクセント・音節構造・清濁・促音・撥音等にかかわる音韻史の考察や、中国資料を通して見た江戸時代長崎唐人貿易現場における言語事象の研究を行っている。

## 著書
- 『日本語音韻史の研究』ひつじ書房 2012年 ISBN 9784894765764

### 共編
- 『東アジア世界の交流と変容』森平雅彦,岩崎義則共編　九州大学出版会 2011年